# Tom Fletcher
Thomas „Tom” Michael Fletcher (ur. 17 lipca 1985 w Londynie) – brytyjski muzyk, członek pop-rockowego zespołu McFly, a w latach 2013 - 2015 również supergrupy McBusted.  

## Kariera muzyczna
Fletcher swoją edukację muzyczną rozpoczął w Sylvia Young Theatre School w Londynie. Mając 10 lat zagrał główną rolę w musicalu Oliver! w London Palladium. 
W 2001 roku został przyjęty do zespołu Busted, jednak po 24 godzinach przedstawiciele wytwórni stwierdzili, że ten zespół powinien być triem, a nie kwartetem i Tom musiał opuścić grupę na korzyść Charliego Simpsona. Dalsza współpraca Fletchera z menadżerami zespołu zaowocowała poznaniem Danny’ego Jonesa podczas przesłuchania do zespołu V. Wspólnie z Jamesem Bourne z Busted napisali wiele utworów dla McFly.
McFly na swoim koncie mają 21 singli Top 40 UK Singles Chart (w tym siedem, które dotarły na szczyt notowania) oraz siedem albumów Top 40 UK Albums Chart. W 2005 roku formacja dostała nagrodę Brit Awards dla najlepszego wykonawcy pop. Fletcher był pomysłodawcą nazwy zespołu, która pochodzi z jego ulubionego filmu Powrót do przyszłości.
Fletcher jest autorem lub współtwórcą 10 hitów numerów jeden UK Singles Chart, w tym siedmiu utworów McFly oraz Crashed the Wedding, Who's David? i Thunderbirds, nagranych przez zespół Busted. Pisał również utwory dla One Direction, The Vamps i 5 Seconds of Summer. W 2012 napisał i nagrał razem ze swoją siostrą Carrie Hope Fletcher utwór On a Rainbow, który był oficjalnym singlem maskotek Letnich Igrzysk Olimpijskich w Londynie.

## Twórczość literacka
Razem z Dougie Poynterem napisał serię książek dla dzieci o dinozaurze: 
- „The Dinosaur That Pooped Christmas” (2012)
- „The Dinosaur That Pooped A Planet” (2013)
- „The Dinosaur That Pooped The Past” (2014)
- „The Dinosaur That Pooped A Lot” (2015)[8]
- „The Dinosaur That Pooped The Bed” (2015)
- „The Dinosaur That Pooped Daddy” (2016)
- „The Dinosaur That Pooped A Rainbow!” (2016)
- „The Dinosaur that Pooped a Princess” (2018)
- „The Dinosaur that Pooped a Pirate” (2020)

6 października 2016 roku została wydana pierwsza powieść Toma The Christmasaurus. Zostanie ona zekranizowana jako animowany musical, który wyreżyseruje Michael Gracey. W Polsce powieść Gwiazdkozaur została wydana przez Wydawnictwo Zysk i S-ka. W grudniu 2017 wystawiono w Londynie sztukę The Christmasaurus LIVE! z utworami napisanymi przez Fletchera. 
Kontynuacja powieści The Christmasaurus and the Winter Witch została wydana w październiku 2019 roku oraz 10 listopada 2020 roku jako Gwiazdkozaur i zimowa czarownica. 
29 czerwca 2017 ukazała się ilustrowana książka There's A Monster In Your Book (polskie wydanie, W Twojej książce jest potwór, ukazało się w lutym 2018 roku), a 5 października 2017 powieść The Creakers. 17 maja 2018 została wydana druga książka z serii There's A Dragon In Your Book. 16 maja 2019 premierę miała trzecia książki z serii There's An Alien In Your Book, 17 października 2019 czwarta There's An Elf In Your Book a 23 lipca 2020 piąta There's a Superhero In Your Book. 
31 maja 2018 ukazała się pierwsza książka z trylogii Eve of Man napisanej wspólnie z Giovanną Fletcher. Książka została wydana w Polsce pod tytułem Nowa Ewa. 16 kwietnia 2020 premierę miał drugi tom - The Eve Illusion. 
Tom stał się gwiazdą serwisu You Tube za sprawą wrzucanych przez siebie filmów, między innymi: My Wedding Speech i From Bump to Buzz.

## Życie prywatne
12 maja 2012 roku poślubił swoją długoletnią dziewczynę, Giovannę Falcone. Para poznała się kiedy mieli po 13 lat w Sylvia Young Theatre School, tam też w kwietniu 2011 roku Tom oświadczył się swojej wybrance. 13 marca 2014 roku na świat przyszedł ich syn Buzz Michaelangelo. Trzy miesiące później Tom zdobył nagrodę Marvel Celebrity Dad of the Year. 16 lutego 2016 urodził się ich drugi syn Buddy Bob. 24 sierpnia 2018 na świat przyszedł ich trzeci syn Max Mario.